# Tra le sollecitudini
Tra le sollecitudini ist der Titel eines Apostolischen Schreibens zur Kirchenmusik, in Form eines Motu proprios. Es wurde am 22. November 1903 von Papst Pius X. (1903–1914) veröffentlicht. Ursprünglich in italienischer Sprache abgefasst und als Hirtenschreiben an das Bistum Rom geplant, erhielt es nach Veröffentlichung der lateinischen Fassung auch gesamtkirchliche Bedeutung. „Die Magna Charta der Kirchenmusik identifiziert den gregorianischen Choral als die Musik, die wesenhaft zur katholischen Kirche gehört und als wahrhaftig heilige und wahre Kunst“.

Die Kernaussage zur Kirchenmusik lautet: 

„Die Kirchenmusik muss in höchstem Maße die besonderen Eigenschaften der Liturgie besitzen, nämlich die Heiligkeit und die Güte der Form; daraus erwächst von selbst ein weiteres Merkmal, die Allgemeinheit. Diese Eigenschaften finden sich in  höchstem Maße im Gregorianischen Choral, besitzt in vorzüglichem Maße auch die klassische Polyphonie. Eine Kirchenkomposition ist um so heiliger und liturgischer, je mehr sie sich in Verlauf, Eingebung und Geschmack der gregorianischen Melodik nähert; und sie ist umso weniger des Gotteshauses würdig, als sie sich von diesem höchsten Vorbild entfernt.“

 Der Papst schrieb vor, dass zur Besetzung von Sopran- und Altstimmen allein Knaben einzusetzen seien und verbot die Beschäftigung von Kastraten in Kirchenchören.

## Themen
Das Motu proprio besteht aus folgenden, inhaltlich geordneten Teilen:
1. Verbindlichkeit der folgenden Anordnungen
Neben allgemein umfassenden Erklärungen zur Kirchenmusik kündigte Papst Pius X. an, dass er den Beschluss gefasst habe, diesen Erlass zum „Gesetzbuch der Kirchenmusik“ zu deklarieren, und forderte die Befolgung dieser Anordnungen ein.
2. Allgemeine Grundsätze
Der Papst wies auf die besondere Bedeutung der Kirchenmusik hin und stellte an sie die Forderung, die Zierde und den Glanz der heiligen Riten zu erhöhen und den Texten eine größere Kraft zu verleihen (1). Ausdrücklich befürwortet er Formen der Kirchenmusik, die ihren Ursprung in der Musik der Völker begründen, sie dürfen dabei jedoch nicht den allgemeinen Charakter der Kirchenmusik verzerren (2).
3. Die Arten der Kirchenmusik
Im Folgenden unterteilte der Papst die Arten der Kirchenmusik. Der Gregorianische Choral sei „im eigentlichen Sinne der Gesang der Kirche“ (3) und somit das Ideal der Kirchenmusik. Der Papst äußerte den Wunsch, dass sich Kirchenkomponisten diesen Stil zum Vorbild nehmen (3). Des Weiteren wünschte Pius X., dass man dafür Sorge tragen solle, „dass der Gregorianische Gesang beim Volke wieder eingeführt werde, damit die Gläubigen an der Feier des Gotteslobes und der heiligen Geheimnisse wieder tätigeren Anteil nehmen, so wie es früher der Fall war“ (3). Der Gregorianische Choral solle auch wieder in den Gottesdienst eingeführt werden, besonders seien hierfür Basiliken, Kathedralen, Seminare und andere kirchliche Institutionen geeignet (4). Als ungeeignet empfand der Papst den italienischen Opernstil (6) jener Zeit und einen weltlich modernen Stil (5).
4. Liturgische Texte
Der Papst verknüpft die Kirchenmusik mit den Anforderungen der Liturgie. Die Kirchensprache sei lateinisch und deshalb verbiete sich im Gottesdienst der Gesang in der Volkssprache (7). Im weiteren Text folgen präzise Vorstellungen zu den einzelnen Abschnitten des Gottesdienstes und möglichen musikalischen Ergänzungen.
5. Die äußere Form kirchenmusikalischer Werke 
In diesem Absatz ging der Papst auf den Gesang während der Heiligen Messe ein und legte klare und unmissverständliche Regeln, die in Gebote und Verbote mündeten, fest (11 a, b, c und d).
6. Die Sänger
Ein Einschnitt ist die Entscheidung des Papstes, „dass die Frauen, die doch zu einem solchen Amt nicht fähig sind, zu keiner Partie des Chores und überhaupt zu keiner Mitwirkung beim Kirchenchor zugelassen werden dürfen“ (13). Demgemäß verfügt er, dass Knaben die Sopran- und die Altstimmen singen (13).
7. Orgel und Instrumente
In dieser Anweisung präferierte der Papst als Begleitinstrument zum Gesang die Orgel, wobei die Begleitung den Gesang unterstützen, aber nicht unterdrücken soll (16). Er verbot den Gebrauch des Pianofortes, jegliche Formen von Trommeln, Kastagnetten und Schellen (19), am strengsten untersagte er den Auftritt von Musikkorps in der Kirche. Er gestattete, unter bestimmten Umständen, nur den Auftritt einer ausgewählten Gruppe mit Blasinstrumenten und Musikkorps bei Prozessionen außerhalb der Kirche (21).
8. Umfang der liturgischen Musik
Keineswegs, so wies Pius X. an, darf die Kirchenmusik den Ablauf der Liturgie ungebührlich in die Länge ziehen, noch darf die Musik den heiligen Ablauf der liturgischen Feier überlasten (22–23).
9. Die hauptsächlichsten Mittel
Im letzten Teil verfügte der Papst die Einsetzung von Diözesankommissionen und weist die Bischöfe an, die päpstlichen Anordnungen gewissenhaft umzusetzen und in den Pfarrgemeinden zu überwachen (24). Er verlangte, dass in den Priesterseminaren der Gregorianische Gesang gelehrt und gepflegt werde (25). Letztlich verlangte er, dass die Kräfte an den Schulen für Kirchenmusik nach „besten Kräften unterstützt und gefördert werden. Wo es solche noch nicht gibt, tue man sich zusammen zu deren Gründung. Denn es ist von größter Bedeutung, dass die Kirche selbst sich um die Ausbildung ihrer Dirigenten, Organisten und Sänger nach den wahren Grundsätzen der heiligen Kunst bemühe“ (27).

## Zum 100. Jahrestag
Anlässlich des vor 100 Jahren veröffentlichten Apostolischen Schreibens Tra le sollecitudini veröffentlichte Papst Johannes Paul II. (1978–2005) am 22. November 2003 ein Chirograph. In ihm rühmte er die Weitsicht seines Vorgängers und griff in der Begrüßung die Gelegenheit auf, „die wichtige Rolle der Kirchenmusik in Erinnerung zu rufen, die der hl. Pius X. sowohl als Mittel zur Erhebung des Geistes zu Gott darstellt wie auch als wertvolle Hilfe für die Gläubigen in der aktiven Teilnahme an den hochheiligen Geheimnissen und am öffentlichen und feierlichen Gebet der Kirche. Darüber hinaus erinnerte er an Apostolische Schreiben seiner Vorgänger, die ebenfalls auf die Bedeutung der Kirchenmusik verwiesen hatten“.
Hierzu erwähnte er die Päpste Benedikt XIV. (1740–1758) mit seiner Enzyklika Annus qui hunc (19. Februar 1749) und Pius XII. (1939–1958) mit den Enzykliken Mediator Dei (20. November 1947) und Musicae sacrae disciplina (25. Dezember 1955). Im engen Zusammenhang mit Tra le sollecitudini stehe auch die Konstitution über die heilige Liturgie Sacrosanctum Concilium, die durch das Zweite Vatikanische Konzil verabschiedet wurde. Papst Paul VI. (1963–1978) erarbeitete konkrete Normen, die mit der Instruktion Musicam sacram am 5. März 1967 erlassen wurde. 

Johannes Paul II. ging auf den Bildungsauftrag, zu dem Pius X. aufgerufen hatte (25), ein: 

„Konkrete Frucht der Reform des hl. Pius X. war die Errichtung der Päpstlichen Hochschule für Kirchenmusik in Rom im Jahre 1911, acht Jahre nach dem Motu Proprio, aus der dann das Päpstliche Institut für Kirchenmusik entstand. Neben dieser akademischen, fast 100 Jahre alten Institution, die der Kirche einen qualifizierten Dienst leistete und leistet, gibt es zahlreiche andere in den Teilkirchen errichtete Schulen, die es verdienen, unterhalten und noch verstärkt zu werden im Blick auf eine immer bessere Kenntnis und Ausübung einer guten liturgischen Musik.“

## Begleitschreiben zum Motu proprio
In einem Begleitbrief vom 8. Dezember 1903 an den Kardinalvikar von Rom Pietro Kardinal Respighi trug er diesem auf, die Umsetzung dieser Anweisungen zu übernehmen und die Einhaltung dieser gleichwohl zu überwachen.

## Bewertung
Papst Pius X. legte mit diesem Apostolischen Schreiben die Hauptaufgaben der Kirchenmusik fest: die Begleitung liturgischer Texte mit geistlicher Musik. Hierzu wollte er den Gregorianischen Choral als höchste Anforderung verstanden wissen und beschrieb diesen als einzigen Gesang, den die Kirche von den Vätern geerbt habe.

„Deshalb sei eine für die Kirche komponierte Musik um so heiliger, je näher sie dem Gregorianischen Choral stehe. Auch die klassische Vokalpolyphonie sei vorzüglich für die Liturgie geeignet. Und da die Kirche immer den Fortschritt der Künste anerkannt und gefördert habe, werde auch moderne Musik zugelassen, sofern sie den Gesetzen der Liturgie entspreche. Pius X. denkt hier in den musikalischen Kategorien Form und Stil. Indem er sie als Kriterien für die Liturgietauglichkeit von Musik benennt, sagt er, dass es der spezifische Kunstcharakter eines musikalischen Werkes ist, das dieses zur Musica Sacra macht.“

Obwohl er den liturgischen Gesang nur in der lateinischen Sprache zuließ, sah er trotzdem die Möglichkeit, Musikelemente, die einen volkstümlichen Ursprung nachweisen, in die Kirchenmusik zu integrieren.